# シャイラト空軍基地攻撃
シャイラト空軍基地攻撃（シャイラトくうぐんきちこうげき）とは、2017年4月7日にアメリカ海軍がシリアのホムス県にあり化学兵器を貯蔵しているとしたシャイラト空軍基地に対してトマホーク巡航ミサイルを59発発射した行為であり、同月4日に行われたカーン・シェイクン化学兵器攻撃に対する措置である。シリア内戦開戦以来アメリカ合衆国がバッシャール・アサド政権を直接攻撃したのはこれが初であった。
ドナルド・トランプ大統領は6日の米東部時間午後7時、訪米した中国の習近平国家主席との別荘マー・ア・ラゴでの夕食会中にミサイルの発射を命じ、実行された。攻撃はミサイル駆逐艦「ロス」と「ポーター」から行われた。アメリカ政府側は死者は出ていないとしているが、シリア政府側は2人の民間人と7人の兵士が殺害されたと発表している。
また、レックス・ティラーソン国務長官は9日のABCテレビの番組で、シリアへのミサイル攻撃は核実験や弾道ミサイル発射実験を繰り返す北朝鮮への警告の意味が込められていたと強調し、「他国への脅威となるなら、対抗措置を取るだろう」と述べた。13日にはアフガニスタンのISILの拠点に核兵器に次ぐ最大級の破壊力を持つとされる大規模爆風爆弾兵器（MOAB）を初めて実戦投入したことも地下要塞を複数持つ北朝鮮への牽制とされた。
2018年9月、ボブ・ウッドワードによってこの攻撃の際にトランプ大統領が「彼をぶち殺そう！やろう。奴らをどんどんぶち殺そう（Let’s fucking kill him! Let’s go in. Let’s kill the fucking lot of them.）」とシリアのバッシャール・アサド大統領の暗殺も指示していたのに対して当時国防長官だったジェームズ・マティスが「我々はそんなことはやらない。もっと慎重にやる」と無視したことが暴露され、2020年9月にトランプはこの暴露が事実であったことを認めた。